# 劉徳培
劉 徳培（りゅう とくばい、Liú Dépéi、? - 1863年）、字は雪田のち春田。清末の信和団の乱の指導者。

## 経歴
山東省淄川出身。秀才であったが、1860年に農民たちを率いて抗糧運動を起こした。清軍に捕らえられ死刑判決を受けたものの、済南に護送される途中に脱走した。潜伏中の1861年に「信和団」を組織し、「督招討大元帥」を名乗り、後に「大漢徳主」と改めた。「消滅満清、光復漢室」をスローガンとし、民衆を率いて淄川県城を占拠した。1863年、センゲリンチン（僧格林沁）率いる清軍に淄川を包囲され、半年にわたって抵抗したが、食糧が尽きたため6月22日に包囲を突破し、益都蓼塢大白山に逃れた。しかし、ふたたびセンゲリンチン軍に包囲され、自殺した。